# W (журнал)
W — американський модний журнал, який розповідає про стиль через призму культури, моди, мистецтва, знаменитостей і кіно.
Заснований у 1972 році Джеймсом Брейді, видавцем журналу Women's Wear Daily (WWD), спочатку як двотижнева газета, що виходила від WWD. У 1993 році W був запущений як самостійний щомісячний модний журнал. У 2000 році журнал придбало видавництво Conde Nast у початкового власника Fairchild Publications. Журнал видавався у великому форматі — 10 дюймів завширшки та 13 дюймів заввишки. Останнім головним редактором журналу була Сара Мунвес, коли в березні 2020 року вийшов останній друкований номер. Тоді журнал W було перезапущено як онлайн-журнал моди.
База читачів W складала майже пів мільйона осіб, 469 000 з яких є щорічними передплатниками.

## Історія видання
Спочатку двотижнева газета, яка відокремилася від Women's Wear Daily, у 1993 році W перетворилась на великий щомісячний журнал.
Часто викликаючи суперечки, W показав історії та обкладинки, які викликали неоднозначну реакцію цільової аудиторії. У липні 2005 року W підготував 60-сторінкове портфоліо Стівена Кляйна про Анджеліну Джолі та Бреда Пітта під назвою «Домашнє щастя». Світлини базувались на ідеї Пітта про іронію ідеальної американської родини.
Інші суперечливі зйомки обкладинок включають фотографії Стівена Мейзела під назвою «Безстатева революція», на якій моделі чоловіків і жінок (включно з Джесікою Стем і Карен Елсон) зображені в стилях, що змінюють стать, і в провокаційних позах. Крім того, пікантна зйомка Тома Форда з Кляйном і супровідна стаття про сексуальність у моді стали шоком для деяких відданих читачів. Під час інтерв'ю Форд говорить: «Я завжди був про пансексуальність. Незалежно від того, сплю я з дівчатами чи ні в даний момент мого життя, одяг часто був андрогінним, що переважно є моїм стандартом краси». Кляйн також був фотографом для яскравої фотосесії, представленої в номері за серпень 2007 року, демонструючи Девіда та Вікторію Бекхем. Брюс Вебер підготував 60-сторінкову данину Новому Орлеану у випуску за квітень 2008 року та зняв 36-сторінкову історію про найновіших дизайнерів одягу в Маямі для випуску за липень 2008 року.
W добре відомий тим, що висвітлює висококласні західні та азійські суспільства. Багато з цих світил суспільства, а також еліта індустрії розваг і моди, включно з Марком Джейкобсом, Евеліном Ротшильдом та Імельдою Маркос, дозволили W знімати у своїх домівках для рубрики «W House Tours» .
У 2011 році Мейзел знову викликав суперечки, рекламуючи фальшиву рекламу в листопадовому випуску журналу. У 2013 році він зняв учасницю третього сезону RuPaul's Drag Race Кармен Каррера в редакторській статті під назвою «Show Girl», пропагуючи красу трансгендерної моделі.
У червні 2019 року Сара Мунвес була названа першою в історії жінкою-головним редактором. Нова команда W завершила найбільший випуск за всю історію. У перший тиждень січня 2020 року W випустив дев'ять обкладинок, 76-сторінкове портфоліо знаменитостей, що охоплює 29 знаменитостей і 20 відео.
Крім того, журнал запустив низку нових ініціатив і значно розширив свій цифровий слід. Вони запустили перший подкаст W, 5 Things з Лінн Гіршберг, який привабив широку базу слухачів і включав таких гостей, як Квентін Тарантіно, Шарліз Терон, Сірша Ронан, Грета Гервіг, Ноа Баумбах, Ніколь Кідман, Аквафіна та Марго Роббі.